# Emirat de Gumel
Gumel, també escrit com Gummel, és una ciutat (vegeu Gumel) i un emirat tradicional, a l'estat de Jigawa, al nord de Nigèria. L'emirat tenia una superfície de 2854 km² i limitava al nord amb Níger, a l'est amb Hadeija, al sud amb Katagum i a l'oest amb Kano i Katsina. La població a començament de segle era de 18.000 persones de les ètnies kanuri, mangawa, kanawa i filane. Sota administració britànica es dividia en quatre districtes; una cinquena part estava cultivada però el terre és en general pobre i pateix de manca d'aigua.
L'emirat va ser fundat al voltant de 1750 per Dan Juma de la ciutat de Kano (a 121 quilòmetres al sud-oest) i els seus seguidors de la tribu Manga (mangawa). Poc després de la seva mort el 1754, va esdevenir un estat tributari del regne de Bornu. L'emirat va sobreviure als atacs de la gihad fulani de Usman Dan Fodio (la "guerra santa" fulani) a la primera dècada del segle xix i mai es va convertir en part de l'imperi fulani de Sokoto. El 1845 la capital de Gumel va ser traslladada des de Tumbi (30 km al nord, avui en l'actual Níger) a l'actual lloc. Les guerres amb els propers estats de Hadejia, Kano i Zinder (Damagaram) van afectar l'emirat des de 1828; la guerra amb Hadeija va continuar fins que l'emir de Gumel, Abdullahi, va morir en batalla el 1872. Incursions per la captura d'esclaus cap al final de segle procedents de Damagaram (Zinder), van despoblar Gumel. L'emir Ahmadu es va sotmetre als britànics el 1903, i l'emirat de Gumel es va incorporar a la província de Kano dins el protectorat de Nigèria del Nord. El 1915 l'emir Ahmadu fou deposat perquè per sobre de les quatre dones que se li permetien tenia també 66 concubines. Amb la independència va formar part de la regió septentrional; el 1976 va passar a formar part de l'estat de Kano, i des de 1991 forma part de l'estat de Jigawa.

## Emirs de Gumel
- 1749 - 1754 Dan Juma I dan Musa
- 1754 - 1760 Adamu Karro dan Digadiga Karro (+ 1760)
- 1760 - 1777 Dan Juma II dan Digadiga Karro
- 1777 - 1804 Maikota dan Adam Karro (+ 1804)
- 1804 - 1811 Kalgo dan Maikota (+ 1811)
- 1811 - 1828 Dan Auwa dan Maikota (+ 1828)
- 1828 - 1851 Muhamman Dan Tanoma dan Maikota (+ 1851)
- 1851 - 1853 Ceri dan Muhamman Dan Tanoma (1st time)
- 1853 - 1855 Muhamman Atu dan Dan Auwa
- 1855 - 1861 Ceri dan Muhamman Dan Tanoma (2nd time)
- 1861 - 1872 Abd Allahi dan Muhamman Dan Tanoma (+ 1872)
- 1872 - 1896 Abu Bakar dan Muhamman Dan Tanoma (+ 1896)
- 1896 - 1915 Ahmadu dan Abi Bakar
- 1915 - 1944 Muhamman na Kota dan Ahmadu (+ 1944)
- 1944 - 1981 Maina Muhammad Sani II dan Muhamman na Kota (+ 1912)
- 1981 - Ahmad Muhammad Sani II dan Maina Muhammad Sani II